# Тиния (божество)
Тиния (Tinia), также Тин (Tin) и Тинс (Tins) — божество этрусского пантеона, верховный бог; функции: бог неба, бог-громовержец, бог погоды, возможно, бог Солнца, солнечного света, бог дня; муж богини Уни, отец богини Менрвы.
Имя Тиния имеет этрусское происхождение (от этрусского tin, что означает "день").
Марк Теренций Варрон назвал Тинию верховным божеством этрусков: «deus Etruriae princeps».
Тиния относится к семейству богов сугубо этрусского происхождения (наряду с Вейей, Туран и др.).
Во многом, особенно после синкретических трансформаций, Тинию соотносят с греческим Зевсом и римским Юпитером, хотя некоторые отличия остались.

## Атрибуты
Главным атрибутом Тиния являются молнии, которые он держит в своих руках. На бронзовых зеркалах можно часто встретить Тинию, держащего связку молний в руках.
Этруски различали 11 видов молний, но Тиния управлял лишь тремя из них. Причём Тиния мог использовать по своему усмотрению только два типа молний - приносящие удачу и предупреждающие, а чтобы применить третий тип молний, - разрушающие, - ему необходимо было получить разрешение Совета 12 богов, называемых на лат. Dei involuti или Dii involuti , что значит скрытые или неназываемые боги (https://en.wikipedia.org/wiki/Dii_involuti).

## Функции
Имя Тиния относится к семейству этрусских имён и происходит от этрусского tin, что означает "день", - что наводит на мысль о связи данного божества с дневным светом и Солнцем (дневным светилом).
В религии  этрусков Тиния являлся верховным богом, богом неба и погоды, богом-громовержцем (хотя не единолично управлял всеми типами молний).
С V века до н. э. Тинию стали считать главой этрусского пантеона, по аналогии с греческим богом Зевсом и греческим пантеоном.
Также Тиния в семейной триаде Тиния—Уни—Менрва выступает в роли бога-отца.
Наряду с функциями бога-громовержца и повелителя погоды Тиния исполнял и роль хтонического божества, связанного с плодородием и загробным миром. В этом качестве Тиния конкурировал, либо частично слился с божеством Вертумном, имеющего италийское происхождение.

## Изображение и надписи
Важным археологическим источником имени Тиния является бронзовая печень из Пьяченцы, где ему выделены 4 региона.
Часто находят надписи в честь Тиния на вотивных предметах. Самым известным из них можно назвать химеру из Ареццо. На её передней правой ноге есть надпись, которая читается как TINSCVIL, то есть «дар Тину».
Изображения Тиния встречаются на бронзовых зеркалах, где он представлен в сценках, соответствующих мифам о Зевсе.
Изначально, до эллинизации италийского региона, Тиния изображался молодым юношей без бороды (характерный образ вегетативных божеств).
Но, начиная с V в. до н.э., образ Тина в регионе меняют на образ зрелого (пожилого?) мужчины с густой и пышной бородой, соответствующий греческому Зевсу. В это же время начинается процесс переноса мифов, связанных с Зевсом, на Тиния.